# Formigueret pit-llistat
El formigueret pit-llistat (Myrmotherula longicauda) és una espècie d'ocell de la família dels tamnofílids (Thamnophilidae).

## Hàbitat i distribució
Habita la selva pluvial pel vessant oriental dels Andes, des del sud-est de Colòmbia, cap al sud, a través de l'est d'Equador i de Perú fins l'oest de Bolívia.